# Stanisław Elgas
Stanisław Zygmunt Elgas (ur. 17 listopada 1876 w Milówce, zm. 5 kwietnia 1973 w Krakowie) – pułkownik administracji Wojska Polskiego.

## Życiorys

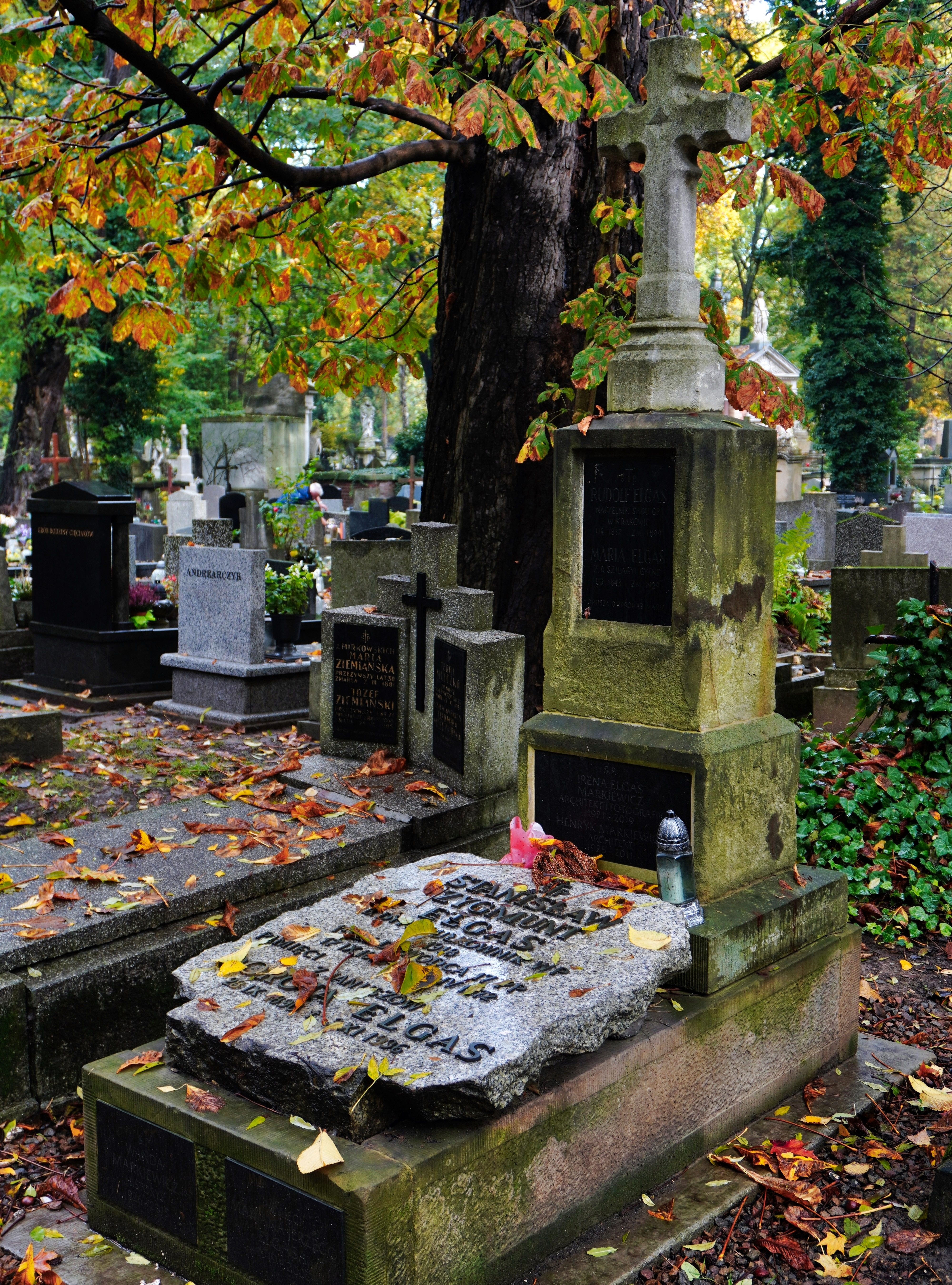
Grób płk. Stanisława Elgasa na Cmentarzu Rakowickim w Krakowie

Urodził się 17 listopada 1876 w Milówce, w ówczesnym powiecie żywieckim Królestwa Galicji i Lodomerii, w rodzinie Rudolfa (1837–1899) i Marii (1842–1928).
Jesienią 1894 rozpoczął zawodową służbę wojskową w cesarskiej i królewskiej Armii. Został wcielony do Śląskiego Pułku Piechoty Nr 1 w Opawie. W następnym roku został przeniesiony do Bośniacko-Hercegowińskiego Pułku Piechoty Nr 1 w Wiedniu. W latach 1899–1901 pełnił w tym oddziale służbę na stanowisku oficera prowiantowego. Jesienią 1903 został przeniesiony do nowo sformowanego Bośniacko-Hercegowińskiego Batalionu Strzelców Polowych w Wiedniu. W latach 1904–1905 pełnił w nim funkcję oficera prowiantowego. W 1913 został przeniesiony do 4 Tyrolskiego Pułku Strzelców Cesarskich w Trydencie. W czasie I wojny światowej walczył w szeregach Batalionu Strzelców Polowych Nr 18. W 1918 był urlopowany z „płacą poczekalną” (niem. Wartegebühr).
W czasie służby w c. i k. Armii awansował na kolejne stopnie: kadeta–zastępcy oficera (starszeństwo z 1 września 1894), porucznika (starszeństwo z 1 września 1895), nadporucznika (starszeństwo z 1 listopada 1899), kapitana (starszeństwo z 1 listopada 1909) i majora (starszeństwo z 1 sierpnia 1916).
2 listopada 1918 objął dowództwo nad organizującym się w Rzeszowie Pułkiem Piechoty Ziemi Rzeszowskiej . 13 listopada 1918 generał Bolesław Roja zwolnił go z czynnej służby wojskowej i przeniósł w stały stan spoczynku. 27 grudnia 1918 został formalnie przyjęty z dniem 1 listopada 1918 do Wojska Polskiego z byłej armii austro-węgierskiej z zatwierdzeniem posiadanego stopnia majora i przydzielony do Okręgu Generalnego Kraków. 7 lutego 1919 został odkomenderowany do Wydziału IX Sztabu Generalnego na stanowisko dowódcy Ekspozytury Wydziału IX SG dla Dowództwa Okręgu Wojskowego Przemyśl i Dowództwa „Wschód” we Lwowie
16 lipca 1919 został przeniesiony z Oddziału V Naczelnego Dowództwa Wojska Polskiego do Departamentu Personalnego Ministerstwa Spraw Wojskowych. 6 maja 1920 objął szefostwo Oddziału XIII Sztabu Dowództwa Okręgu Generalnego „Kielce”. 4 czerwca 1920 został przeniesiony z Oddziału V Sztabu MSWojsk. do Baonu Zapasowego 11 Pułku Piechoty na stanowisko dowódcy batalionu. 11 czerwca 1920 został zatwierdzony z dniem 1 kwietnia 1920 w stopniu podpułkownika, w piechocie, w grupie oficerów byłej armii austro-węgierskiej. Od 4 do 25 lipca 1920 przebywał w Rzeszowie na urlopie rekonwalescencyjnym. Od maja do października 1921 był komendantem miasta Kielce.
3 maja 1922 został zweryfikowany w stopniu podpułkownika ze starszeństwem z 1 czerwca 1919 i 10. lokatą w korpusie oficerów piechoty, a jego oddziałem macierzystym był nadal 11 pp. Następnie został przeniesiony do 38 Pułku Piechoty w Przemyślu i przydzielony do Powiatowej Komendy Uzupełnień Przemyśl na stanowisko komendanta. W lutym 1924 został przydzielony na stanowisko szefa Szefostwa Poborowego Dowództwa Okręgu Korpusu Nr X w Przemyślu. W sierpniu tego roku, po likwidacji szefostwa, objął stanowisko inspektora poboru DOK X. 1 grudnia 1924 został mianowany pułkownikiem ze starszeństwem z 15 sierpnia 1924 i 2. lokatą w korpusie oficerów piechoty (administracji). W lutym 1926 został zwolniony z zajmowanego stanowiska i przeniesiony do Oddziału V Sztabu Generalnego jako oddziału macierzystego z pozostawieniem w dyspozycji dowódcy Okręgu Korpusu Nr X. Z dniem 1 marca 1927 został mu udzielony dwumiesięczny urlop z zachowaniem uposażenia, a z dniem 30 kwietnia tego roku został przeniesiony w stan spoczynku.
Mieszkał w Krakowie. W 1934, jako pułkownik stanu spoczynku administracji pozostawał w ewidencji Powiatowej Komendy Uzupełnień Kraków Miasto.
Zmarł 5 kwietnia 1973 w Krakowie. Został pochowany w grobie rodzinnym na cmentarzu Rakowickim (kwatera M-płd-po prawej Ziemiańskiej).

## Ordery i odznaczenia
- Złoty Krzyż Zasługi – 7 czerwca 1939 „za zasługi na polu pracy społecznej”[45]

austro-węgierskie
- Srebrny Medal Zasługi Wojskowej na czerwonej wstążce[10]
- Brązowy Medal Zasługi Wojskowej na wstążce Krzyża Zasługi Wojskowej[12]
- Brązowy Medal Zasługi Wojskowej na czerwonej wstążce – 1909[46]
- Brązowy Medal Jubileuszowy Pamiątkowy dla Sił Zbrojnych i Żandarmerii – 1899[5]
- Krzyż Jubileuszowy Wojskowy – 1909[47]
- Medal Pamiątkowy Bośniacko-Hercegowiński – 1914[9]